# Прапор Тисменицького району
Пра́пор Ти́сменицького райо́ну — офіційний символ Тисменицького району Івано-Франківської області, затверджений 22 червня 2001 року рішенням сесії Тисменицької районної ради.

## Опис
Прапор являє собою прямокутне полотнище, розміри якого витримано 2:3, що складається з двох рівних горизонтальних смуг синього та жовтого кольорів. Лінія розподілу синього і жовтого кольорів повторює лінію верху оборонного муру, що перекликається із символами малого герба і утворює таким чином візуальну єдність. На тлі державного прапора по центру вписаний герб району.

## Символіка
Жовтий та синій кольори взяті з українського прапора, що означає за аналогією пшеничний лан у поєднанні з кольором мирного неба. Символічний мур свідчить про оборонний характер Тисменицьких земель та вказує на відсутність войовничості.